# Colostethus praderioi
Anomaloglossus praderioi là một loài ếch thuộc họ Dendrobatidae.
Loài này có ở Venezuela, có thể cả Brasil, và có thể cả Guyana.
Môi trường sống tự nhiên của chúng là vùng núi ẩm nhiệt đới hoặc cận nhiệt đới và sông ngòi.